# Arsène Millocheau
Arsène Millocheau (Champseru, 21 de janeiro de 1867 — Paris, 4 de maio de 1948) foi um ciclista francês do início de 1900. Participou no Tour de France 1903. Tornou-se profissional no ano de 1896 até 1903.